# Bamse i Trollskogen
Bamse i Trollskogen är en svensk animerad TV-film från 1991, regisserad av Rune Andréasson. Berättarrösten görs av Olof Thunberg. Filmen hade premiär i SVT1 den 13 januari 1991.

## Handling
Konstiga saker händer och Bamse misstänker att häxan Hia-Hia har börjat trolla igen.

## Utställningar
Originalteckningar från filmen har ställts ut på Seriegalleriet i Stockholm (2008) och på Bovilgården norr om Torsby (2013).